# Emil Pohl
Emil Pohl (Medvode kod Tržiča 1930. - Ljubljana, 2002.) bio je slovenski akademski slikar i konzervator restaurator koji je velik dio svog radnog vijeka proveo u Hrvatskoj. Više od 25 godina bio je djelatnik Hrvatskog restauratorskog zavoda (od 1970.). Prije rada u HRZ radio je 13 godina u Zavodu za spomeniško varstvo Slovenije. Kao ekspert UNESCO-a proveo je nekoliko mjeseci u Peruu. Radio je i na palači Attems u Grazu. Bio je dobitnik nagrade Vicko Andrić, te prvi predsjednik Hrvatskog restauratorskog društva.